# I campioni siamo noi
I campioni siamo noi è un album discografico del gruppo musicale italiano Statuto, pubblicato nel 2003 dalla Sony Music.

## Il disco
È il nono album musicale e primo best of degli Statuto, uscito in occasione del ventesimo compleanno della mod band torinese.
Il disco, prodotto da Carlo Ubaldo Rossi, è una raccolta 22 tracce, di cui una inedita, scelte tra i grandi successi degli Statuto in vent'anni di storia musicale.
L'unico brano inedito è quello che dà il titolo al disco e di cui verrà realizzato un videoclip, che parla della situazione occupazionale a Torino. I ricavati dei diritti SIAE del disco sono stati interamente devoluti proprio ai lavori cassaintegrati e licenziati dalla FIAT.

## Tracce
1. I campioni siamo noi
2. Qui non c'è il mare
3. Piera
4. Abbiamo vinto il Festival di Sanremo
5. Ragazzo ultrà
6. È tornato Garibaldi
7. Vattene sceriffo
8. Saluti dal mare
9. Solo tu solo tu
10. Pugni chiusi
11. Senza di me
12. Se stiamo in tre
13. L'attimo fuggente
14. Un passo avanti
15. Laura
16. La mia radio
17. Grande
18. Cos'è?
19. Sole mare
20. Ghetto
21. Io Dio (live)
22. Abbiamo vinto il Festival di Sanremo (versione 2003)

## Formazione
- Oscar Giammarinaro - Oskar - cantante
- Giovanni Deidda - Naska - batteria
- Rudy Ruzza - basso
- Valerio Giambelli - Mr.No - chitarra